# Замок Джонстоун
Замок Джонстоун (англ. Johnstown Castle) — один із замків Ірландії, розташований в графстві Вексфорд. Біля замку є відомий сад, що у свій час був розроблений відомим майстром садівництва Данієлем Робертсоном. Цей же майстер садівництва створив відомі сади в маєтку Паверскорт (графстві Віклоу). У замку нині музей сільського господарства. Замок і сад навколо замку відкриті для громадськості. Замок є популярним місцем для прогулянок і пікніків.

## Історія замку Джонстоун
Замком Джонстоун володіли в свій час дві відомі аристократичні родини графства Вексфорд. Першими власниками замку були люди родини Есмонд. Це аристократична родина, що походить від норманського лицаря, що оселився на цих землях після англо-норманського завоювання Ірландії в 1170 році. Есмонди побудували вежу та будинок біля неї у XV—XVI століттях. Після повстання за незалежність Ірландії в 1641 році і подавлення повстання Олівером Кромвелем замок Джонстоун був конфіскований у власників. Після цього замок багато разів переходив з рук в руки. Потім замок купив Джон Гроган у 1692 році. Його нащадки володіли замком Джонстоун до 1945 року. У цьому році Моріс Віктор Лакін подарував замок народу Ірландії.
До 1863 року замок Джонстаун був резиденцією володарів вотчини площею більше 1000 акрів. Потім вотчина була розділена на дві частини: оленячий парк на півночі, і замок з майданчики для прогулянок, з домашньою фермою та двома озерами (було ще третє озеро) на півдні.
Сьогодні в замку Джонстоун є музей сільського господарства, центр розвитку сільського господарства, науково-дослідний центр сільського господарства.
Нинішня будівля замку Джонстоун є прекрасним зразком будинків вікторіанської епохи.